# Robert Hines (bokser)
Robert Hines (ur. 28 marca 1961 w Filadelfii) – amerykański bokser, były mistrz świata IBF w kategorii lekkośredniej.

## Kariera amatorska
W 1979 r., Hines był wicemistrzem USA w kategorii lekkiej (60 kg). W finale pokonał go złoty medalista Igrzysk Panamerykańskich Davey Armstrong. W tym samym roku startował również w turnieju kwalifikacyjnym na Igrzyska Panamerykańskie, ale przegrał w półfinale z Johnnym Bumphusem.

## Kariera zawodowa
Pierwszy swój poważny pojedynek Hines stoczył 23 października 1987 r. w walce z Tonym Montgomerym. Hines zwyciężył przez techniczny nokaut w 10. starciu, zdobywając pas USBA w kategorii lekkośredniej. 21 kwietnia 1988 r. obronił ten pas, pokonując jednogłośnie na punkty Steve’a Little’a.
4 listopada 1988 r., Hines zmierzył się z Matthew Hiltonem w pojedynku o mistrzostwo świata IBF w kategorii lekkośredniej. Hines mimo iż był w tej walce dwukrotnie liczony, pokonał rywala jednogłośnie na punkty, zdobywając pas. Była to pierwsza porażka w karierze Hiltona. Hines utracił tytuł już w pierwszej obronie, przegrywając 5 lutego 1989 r. z niepokonanym rodakiem Darrinem Van Hornem.